# Маранцана
Маранцана (итал. Maranzana) је насеље у Италији у округу Асти, региону Пијемонт.
Према процени из 2011. у насељу је живело 245 становника. Насеље се налази на надморској висини од 266 м.

## Становништво
Према резултатима пописа становништва 2011. у општини је живело 307 становника.
| 1936. | 1951. | 1961. | 1971. | 1981. | 1991. | 2001. | 2011. |
| ----- | ----- | ----- | ----- | ----- | ----- | ----- | ----- |
| 985   | 867   | 636   | 515   | 418   | 335   | 307   | 307   |